# Lycaena coeruleopuncta
Lycaena coeruleopuncta är en fjärilsart som beskrevs av Embrik Strand 1902. Lycaena coeruleopuncta ingår i släktet Lycaena och familjen juvelvingar. Inga underarter finns listade i Catalogue of Life.